# Natação nos Jogos Pan-Americanos de 2015 - 200 m medley masculino
As competições dos 200 metros medley masculino da natação nos Jogos Pan-Americanos de 2015 foram realizadas em 18 de julho no Centro Aquático CIBC Pan e Parapan-Americano, em Toronto.

## Calendário
Horário local (UTC-4).
| Data        | Horário | Fase          |
| ----------- | ------- | ------------- |
| 18 de julho | 10:32   | Eliminatórias |
| 18 de julho | 19:39   | Final B       |
| 18 de julho | 19:46   | Final A       |

## Medalhistas
| Ouro   | BRA Henrique Rodrigues |
| Prata  | BRA Thiago Pereira     |
| Bronze | USA Joseph Bentz       |

## Recordes
Antes desta competição, os recordes mundiais e pan-americanos da prova eram os seguintes:
| Tipo                             | Atleta             | Tempo   | Local          | Data                |
| -------------------------------- | ------------------ | ------- | -------------- | ------------------- |
|                                  | USA Ryan Lochte    | 1m54s00 | Xangai         | 28 de julho de 2011 |
| Recorde dos Jogos Pan-Americanos | BRA Thiago Pereira | 1m57s79 | Rio de Janeiro | 20 de julho de 2007 |

## Resultados

### Eliminatórias
A eliminatória foi realizada em 18 de julho. 
| Pos. | Bateria | Raia | Nadador             | Nacionalidade      | Tempo   | Nota |
| ---- | ------- | ---- | ------------------- | ------------------ | ------- | ---- |
| 1    | 2       | 4    | Henrique Rodrigues  | BRA Brasil         | 1:59.91 | QA   |
| 2    | 2       | 5    | Ty Stewart          | USA Estados Unidos | 2:00.25 | QA   |
| 3    | 1       | 4    | Joseph Bentz        | USA Estados Unidos | 2:01.26 | QA   |
| 4    | 1       | 5    | Luke Reilly         | CAN Canadá         | 2:01.42 | QA   |
| 5    | 3       | 4    | Thiago Pereira      | BRA Brasil         | 2:01.68 | QA   |
| 6    | 3       | 5    | Evan White          | CAN Canadá         | 2:02.43 | QA   |
| 7    | 2       | 3    | Carlos Omaña        | VEN Venezuela      | 2:02.92 | QA   |
| 8    | 3       | 3    | Omar Pinzón         | COL Colômbia       | 2:02.94 | QA   |
| 9    | 1       | 6    | Jose Martinez       | MEX México         | 2:03.30 | QB   |
| 10   | 2       | 6    | Rafael Alfaro       | ESA El Salvador    | 2:03.89 | QB   |
| 11   | 3       | 6    | Juan Sequera        | VEN Venezuela      | 2:04.51 | QB   |
| 12   | 3       | 2    | Matías López        | PAR Paraguai       | 2:05.09 | QB,  |
| 13   | 1       | 3    | Ezequiel Trujillo   | MEX México         | 2:05.69 | QB   |
| 14   | 2       | 2    | Esteban Paz         | ARG Argentina      | 2:07.55 | QB   |
| 15   | 2       | 7    | Felipe Quiroz       | CHI Chile          | 2:08.04 | QB   |
| 16   | 1       | 2    | Luis Vega           | CUB Cuba           | 2:08.09 | QB   |
| 17   | 3       | 1    | Esteban Araya       | CRC Costa Rica     | 2:09.14 |      |
| 18   | 3       | 7    | Jordy Groters       | ARU Aruba          | 2:11.55 |      |
| 19   | 2       | 1    | Christopher Courtis | BAR Barbados       | 2:12.33 |      |
| 20   | 1       | 7    | Jean Monteagudo     | PER Peru           | 2:13.24 |      |

### Final B
A final B foi realizada em 18 de julho. 
| Pos. | Raia | Nadador           | Nacionalidade   | Tempo   | Notas            |
| ---- | ---- | ----------------- | --------------- | ------- | ---------------- |
| 9    | 5    | Rafael Alfaro     | ESA El Salvador | 2:02.55 |                  |
| 10   | 4    | Jose Martinez     | MEX México      | 2:02.95 |                  |
| 11   | 2    | Ezequiel Trujillo | MEX México      | 2:04.83 |                  |
| 12   | 3    | Juan Sequera      | VEN Venezuela   | 2:04.85 |                  |
| 13   | 6    | Matías López      | PAR Paraguai    | 2:04.94 | Recorde nacional |
| 14   | 7    | Esteban Paz       | ARG Argentina   | 2:06.52 |                  |
| 15   | 8    | Luis Vega         | CUB Cuba        | 2:07.31 |                  |
| 16   | 1    | Felipe Quiroz     | CHI Chile       | 2:08.87 |                  |

### Final A
A final A foi realizada em 18 de julho. 
| Pos.              | Raia | Nadador            | Nacionalidade      | Tempo   | Notas                            |
| ----------------- | ---- | ------------------ | ------------------ | ------- | -------------------------------- |
| Medalha de ouro   | 4    | Henrique Rodrigues | BRA Brasil         | 1:57.06 | Recorde dos Jogos Pan-Americanos |
| Medalha de prata  | 2    | Thiago Pereira     | BRA Brasil         | 1:57.42 |                                  |
| Medalha de bronze | 3    | Joseph Bentz       | USA Estados Unidos | 2:00.04 |                                  |
| 4                 | 7    | Evan White         | CAN Canadá         | 2:00.60 |                                  |
| 5                 | 5    | Ty Stewart         | USA Estados Unidos | 2:01.83 |                                  |
| 6                 | 6    | Luke Reilly        | CAN Canadá         | 2:02.01 |                                  |
| 7                 | 8    | Omar Pinzón        | COL Colômbia       | 2:02.98 |                                  |
| 8                 | 1    | Carlos Omaña       | VEN Venezuela      | 2:03.02 |                                  |

Legenda
| Recorde mundial                  | Recorde mundial (World record)               |                       | Recorde africano                      | Recorde africano (African) |                                           | Q | Classificado por posição (Qualified) |
| Recorde dos Jogos Pan-Americanos | Recorde pan-americano (Pan-American record)  | Recorde da América    | Recorde da América (Americas)         | q                          | Classificado por melhor tempo (Qualified) |   |                                      |
| Melhor marca do ano              | Melhor marca do ano (World leading)          | Recorde asiático      | Recorde asiático (Asian)              | DNS                        | Não largou (Did not start)                |   |                                      |
| Recorde nacional                 | Recorde nacional (National record)           | Recorde europeu       | Recorde europeu (European)            | DNF                        | Não terminou (Did not finish)             |   |                                      |
| Recorde pessoal                  | Recorde pessoal do atleta (Personal best)    | Recorde da Oceania    | Recorde da Oceania (Oceania)          | DSQ / DQ                   | Desclassificado (Disqualified)            |   |                                      |
| Recorde da temporada             | Recorde da temporada do atleta (Season best) | Recorde sul-americano | Recorde sul-americano (South America) | NM                         | Sem marca (No mark)                       |   |                                      |